# Suore salesiane missionarie di Maria Immacolata
Le Suore Salesiane Missionarie di Maria Immacolata (in francese Sœurs Salésiennes Missionnaires de Marie Immaculée) sono un istituto religioso femminile di diritto pontificio: i membri di questa congregazione pospongono al loro nome la sigla S.M.M.I.

## Storia
La congregazione è sorta all'interno dell'istituto delle Figlie di San Francesco di Sales, fondato a Parigi il 15 ottobre 1872 da Henri Chaumont e Carole-Barbe Colchen Carré de Malberg: un gruppo di suore guidato da Félicie Gros chiese di potersi dedicare esclusivamente all'apostolato missionario e, nel 1889, raggiunse l'India.
Le religiose del ramo missionario delle Figlie di San Francesco di Sales presero il nome di Catechiste Missionarie di Maria Immacolata: nel capitolo generale del 1968 si dichiararono totalmente autonome dall'istituto francese e ottennero dalla Santa Sede il riconoscimento di istituzione di diritto pontificio l'11 novembre 1968.

## Attività e diffusione
Le Salesiane Missionarie operano essenzialmente in terra di missione e nei paesi in via di sviluppo, dove svolgono qualsiasi tipo di lavoro, in base alle esigenze della popolazione in mezzo a cui svolgono il loro apostolato.
Sono presenti in Algeria, Bangladesh, Benin, Brasile, Camerun, Cile, Filippine, Francia, Haiti, India, Italia, Madagascar, Mauritius, Papua Nuova Guinea, Riunione: la sede generalizia è a Gentilly.
Al 31 dicembre 2005 l'istituto contava 1.332 religiose in 164 case.